# Barnabás Steinmetz
Barnabás Steinmetz dit Barney ou Sema (né le 6 octobre 1975 à Budapest) est un joueur de water-polo hongrois qui remporte avec sa sélection le titre olympique lors des éditions 2000 à Sydney et 2004 à Athènes.
C'est le frère d'Ádám Steinmetz, également champion olympique de water-polo.